# سفارة كولومبيا في اليابان
سفارة كولومبيا في اليابان هي أرفع تمثيل دبلوماسي لدولة كولومبيا لدى اليابان. تقع السفارة في شيناغاوا وهي تهدف لتعزيز المصالح الكولومبية في اليابان.

## وصلات خارجية
- الموقع الرسمي
- قائمة سفارات كولومبيا
- قائمة السفارات في اليابان